# Lithophane antennata

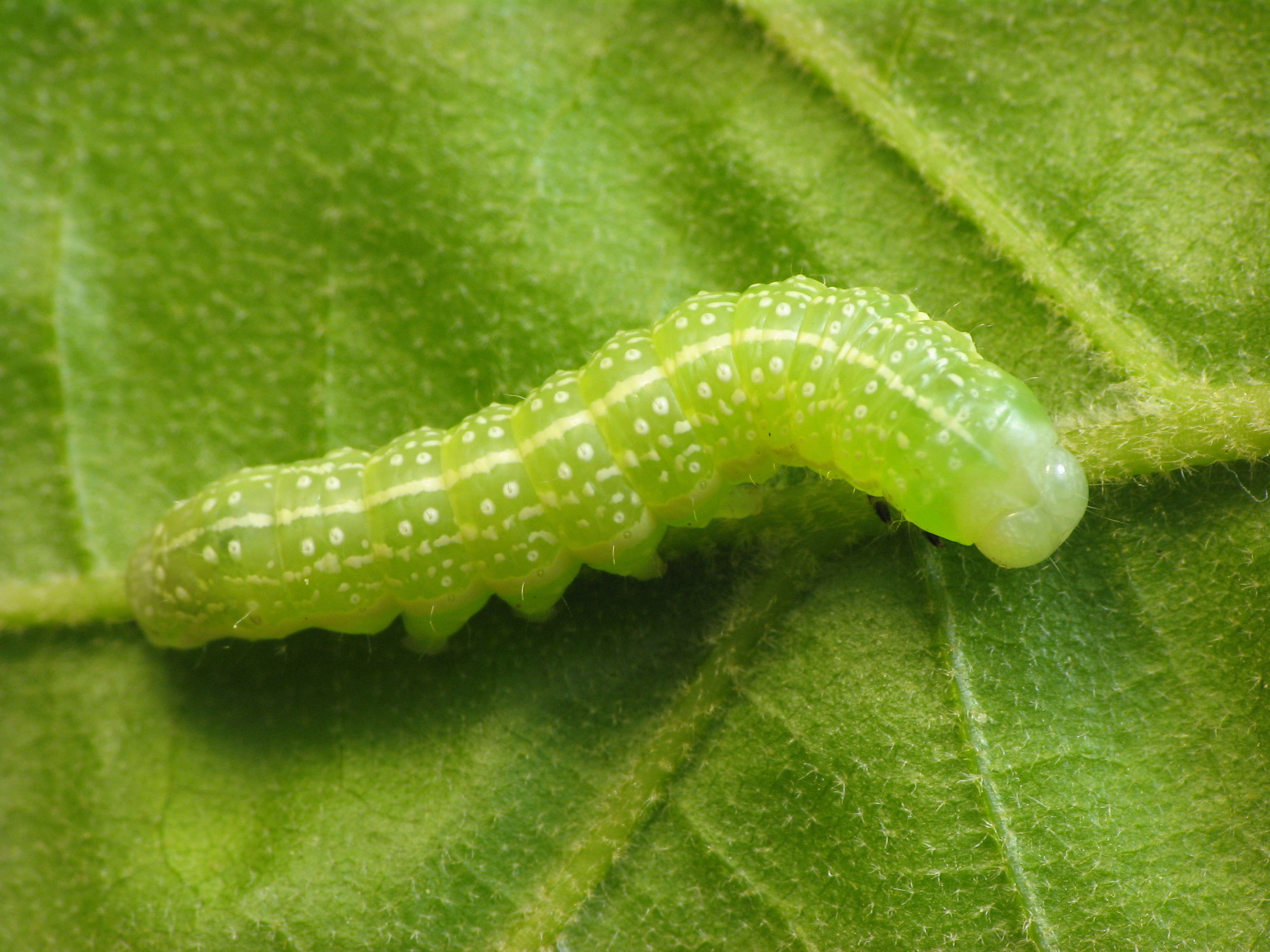
Raupe

Lithophane antennata ist ein in Nordamerika vorkommender Schmetterling (Nachtfalter) aus der Familie der Eulenfalter (Noctuidae).

## Merkmale

### Falter
Die Flügelspannweite der Falter beträgt 35 bis 42 Millimeter. Die Farbe der Vorderflügeloberseite variiert von mausgrau bis zu dunkel braungrau. Die Basalregion hebt sich hellgrau hervor. Ring- und Nierenmakel sind groß, schwarz umrandet, annähernd in Form einer 8 und mehr oder weniger eingeschnürt. Die Nierenmakel ist zumeist rötlich braun gefüllt. Querlinien und Zapfenmakel sind undeutlich. Die Wellenlinie ist schwarz und oftmals in Pfeilflecke aufgelöst. Die Hinterflügeloberseite ist zeichnungslos graubraun.

### Raupe
Die Raupen sind grün gefärbt und zeigen gelbweiße  Rücken- und unterbrochene Nebenrückenlinien. Auf jedem Körpersegment befinden sich mehrere weiße Punktwarzen. Der breite Seitenstreifen hat eine weißliche Farbe. Die Stigmen sind weiß und dünn schwarz umrandet.

### Ähnliche Arten
Bei Lithophane grotei ist die Ringmakel weißgrau gefärbt und die hellgraue Basalregion hat nur eine geringe Ausdehnung.

## Verbreitung und Lebensraum
Lithophane antennata kommt in den östlichen und einigen zentralen Regionen Nordamerikas verbreitet bis lokal vor. Die Art besiedelt in erster Linie Laubwälder und Obstplantagen sowie Gärten und Parkanlagen.

## Lebensweise
Die Falter fliegen in zwei Generationen im Jahr, schwerpunktmäßig von März bis Mai und wieder von September bis November. Sie sind nachtaktiv und fliegen künstliche Lichtquellen sowie  Köder an. Die Raupen ernähren sich von einer Vielzahl verschiedener Laubbäume. In Obstplantagen werden sie selten schädlich, können jedoch in Gärten an einzelnen Obstbäumen erheblichen Schaden anrichten. Im englischen Sprachgebrauch werden sie als green fruitworm bezeichnet. Es wurde beobachtet, dass die Raupen zuweilen kleinere Raupen anderer Arten fressen.